# Fanarioter
Fanarioter (grekiska: Φαναριώτες) är de greker som var bosatta i Fener (Φανάρι) efter osmanernas erövring av Konstantinopel, till stor del högättade greker. Därefter blev det en beteckning för den grekiska ämbetsmannaaristokratin i osmansk tjänst. 
"Fanariot" betyder "person från Fanar". Fener är ett grekiskt område i Konstantinopel, där patriarken av Konstantinopel, primus inter pares av de ortodoxa kyrkorna, har sitt säte. När osmanerna övertog suveräniteten över området 1453, övertog sultanen formellt och i praktiken den bysantinske kejsarens överhet över de kristna där. Patriarken erkändes dock av osmanerna som etnark, folkledare, över församlingsmedlemmarna i ortodoxa kyrkan. Denna roll erhöll han på grund av att osmanerna inte skiljde mellan religion och nationalitet, och därför betraktade alla medlemmar av ortodoxa kyrkan som en nationalitet.
Patriarken och hans närmaste i Fanar blev därigenom huvudfigur för hellenismen i Osmanska riket, och ett nav för greker som levde i rikets skilda delar. Prästerskapet lyckades infiltrera den statliga organisationen och skaffa sig inflytande där under 1600-talet, genom att de anlitades som tolkar (dragoman). Detta maktförhållande drog till sig intresset från den bysantinska adeln.
Fanarioterna blev en maktfaktor av betydelse först under 1700-talet. Dessförinnan var det sydslaver som hade bäst förbindelse med härskarna. Dessa värvades ofta till armén. 
Bortsett från att de skaffade sig centrala positioner inom utrikespolitiken, innehade fanarioterna från början av 1700-talet till det grekiska frihetskriget även nästan oavbrutet hospodarvärdigheterna i Moldavien och Valakiet. Från dem rekryterades också det högre grekiska prästerskapet i de kristna Balkanländerna som osmanerna erövrade. 
Fanarioterna hade ofta en avsevärd bildning och verkade förtjänstfullt för sina landsmäns intellektuella och materiella förkovran. På så sätt befordrande fanoriterna deras nationalism. Men deras beroendeställning till den osmanska regeringen liksom deras utpressningar av de övriga underkuvade kristna nationaliteterna och strävan att undertrycka dessas frigörelsekamp har förskaffat dem ett dåligt rykte i Balkanhalvöns historia. Efter grekiska frihetskriget (1821-29) flyttade större delen av aristokratin i Fanar till Grekland eller bosatte sig i Rumänien. Flera fanarioter var bojarer.

## Några fanariotiska släkter
- Argyropoulos
- Callimachi (Călmaşu), ursprungligen en bojarsläkt från Moldavien
- Cantacuzino
- Caradjas (Caragea)
- Ghikas (Ghica, Ghyka eller Ghika), ursprungligen från Epirus
- Kavadas (Kavvadas)
- Mavrocordatos (Mavrocordat)
- Mavrogenes (Mavrogheni)
- Mourousis (Moruzi)
- Musurus
- Racovitza (Racoviţă), ursprungligen en bojarsläkt från Valakiet
- Rosetti (Ruset eller Russeti)
- Soutzos (Suţu eller Sutzu)
- Ypsilantis (Ipsilanti)